# Provinz Catamarca
Catamarca ist eine Provinz im Nordwesten Argentiniens. Sie grenzt im Norden an die Provinz Salta, im Osten an die Provinzen Tucumán, Santiago del Estero und Córdoba, im Süden an die Provinz La Rioja und im Westen an Chile. Hauptstadt ist San Fernando del Valle de Catamarca, das oft auch kurz als Catamarca bezeichnet wird.

## Geografie
Die Provinz liegt größtenteils in gebirgigem Terrain, mit Ausnahme des Südostens, der noch zum Gran Chaco gehört, und der wüstenhaften Hochebene Campo de Belén im Zentrum der Provinz. Die östlich dieser Ebene verlaufenden Gebirgsketten gehören zu den Sierras Pampeanas, westlich davon liegen die höheren Gebirgsketten der Anden. Da alle Gebirgsketten in Nord-Süd-Richtung verlaufen, wird das Provinzgebiet in drei abgeschlossene Teile geteilt, zwischen denen zwar heute zwei Straßenverbindungen bestehen, ansonsten jedoch die Kommunikation relativ schwierig war, was die wirtschaftliche Entwicklung der Provinz lange Zeit hemmte. Der Nordwestteil der Provinz gehört zur Hochebene der Puna, er ist extrem dünn besiedelt. Hier liegt die Laguna del Diamante, ein stark alkalischer lebensfeindlicher See, der wissenschaftlich wegen seiner Mikroorganismen interessant ist.
In der Provinz Catamarca liegt in 4000 bis 5000 Meter Höhe auch der Cerro Galán, mit einer Größe von 24 × 45 Kilometern eine der größten Calderen der Welt, der Krater eines vor ca. 2,2 Millionen Jahren entstandenen Vulkans.

## Klima
Das Klima ist im gesamten Provinzterrain mit Ausnahme des extremen Nordostens trocken und subtropisch. Die Vegetation ist steppenhaft, nur im Nordosten findet man subtropische Urwaldgebiete.

## Bevölkerung
Die Provinz ist sehr dünn besiedelt und hatte 2022 nur 429.562 Einwohner. Die wichtigste Stadt ist die Provinzhauptstadt San Fernando del Valle de Catamarca (ca. 187.000 Einwohner). Als nächstgrößten Städte folgen ihr Belén (31.000 Einwohner) und Santa María del Yocavil (27.000 Einwohner).

## Geschichte
Die Besiedlung der Region geht auf mindestens die Epoche um die Zeitenwende zurück, wovon Funde bei Palo Blanco zeugen. Man vermutet, dass etwa um diese Zeit staatlich-hierarchische Gesellschaftssysteme in der Region entstanden, als die Bevölkerung den Schritt von den Jägern und Sammlern zu einer sesshaften, von der Landwirtschaft abhängigen Kultur bewältigte. Seit dem 11. Jahrhundert war die Gegend von Diaguita besiedelt.
Um 1480 eroberten die Inka den Westen des Gebiets und gliederten es in ihr Reich ein. Das heutige Provinzterritorium war damals in die Provinzen Tukma (von dessen Name vermutlich Tucumán abgeleitet wurde), Chicoana (der Norden) und Kire-Kire. 1535 gelangten die Spanier in die Region und gründeten im Jahr 1554 die erste Siedlung San Pedro Mártir, die jedoch nicht dauerhaft bestehen konnte. Besser erging es dem vier Jahre später gegründeten Londres, das heute die zweitälteste Stadt Argentiniens nach Santiago del Estero ist. Nachdem es zu zahlreichen Konflikten mit den Ureinwohnern gekommen war, unter anderem dem Gran Alzamiento Calchaquí (großen Calchaquí-Aufstand) 1630, gewannen die Spanier Mitte des 17. Jahrhunderts die Oberhand. 1683 wurde die Provinzhauptstadt San Fernando del Valle de Catamarca gegründet.
1782 wurde die Provinz im neu gegründeten Vizekönigreich des Río de la Plata in das Territorium von San Miguel de Tucumán eingegliedert. Schon 1783 wurde es wieder abgetrennt und dem weiter nördlichen Salta del Tucumán zugeschlagen. Die Abhängigkeit von Tucumán blieb noch bis nach der Unabhängigkeit 1816 bestehen.
1821 wurde das Gebiet von Tucumán abgespalten und erhielt damit den Status einer Provinz. Erst 1853 wurde das heutige Provinzgebiet weitgehend geeint, mit Ausnahme des Nordwestens, der zunächst zu Chile, ab 1899 dann zum Territorio Nacional de los Andes gehörte. Dieses Gebiet wurde erst 1943 aufgelöst und das heutige Departamento Antofagasta de la Sierra Catamarca zugeschlagen.
Im Jahr 1882 hatte Catamarca 102.000 Einwohner, die besonders vom Landbau lebten, der künstliche Bewässerung erfordert, und von Viehzucht. Die Industrie war damals unbedeutend.
Im 20. Jahrhundert stagnierte die Entwicklung der Provinz lange Zeit. Auch heute noch ist sie trotz eines Entwicklungsschubes ab etwa 1980 eine der ärmsten des Landes. 1990 machte die Ermordung einer Schülerin, María Soledad Morales, den Weg für die Intervention der Provinz frei, die bis dahin in einer quasi-feudalen Weise von der Familie Saadi regiert wurde, die die Peronistische Partei in der Provinz kontrollierte und in diesen Skandal verwickelt war, frei. Seitdem wird die Politik der Provinz von der Unión Cívica Radical dominiert.

## Politik und Verwaltung

### Politisches System
Die Provinz Catamarca ist eine der 23 Provinzen des Landes. Argentinien ist ein demokratischer Bundesstaat (föderaler Staat) mit starker Stellung des Staatspräsidenten (präsidentielles Regierungssystem) und weitreichender Autonomie der 23 Provinzen und der autonomen Stadt Buenos Aires. So haben die sich als Gliedstaaten verstehenden Provinzen jeweils eine eigene, der Bundesverfassung untergeordnete Verfassung und besitzen eigene Exekutiven mit einem Gouverneur an der Spitze (Gobernador) sowie eigene Legislativen. Auch die Gerichtsbarkeit wird unterhalb der Bundesebene auch auf Gliedstaatenebene organisiert. Die entsprechende Verfassung Argentiniens stammt aus dem Jahr 1853.
Gouverneur der Provinz ist seit 2019 Raúl Alejandro Jalil von der Partido Justicialista.

### Verwaltungsgliederung

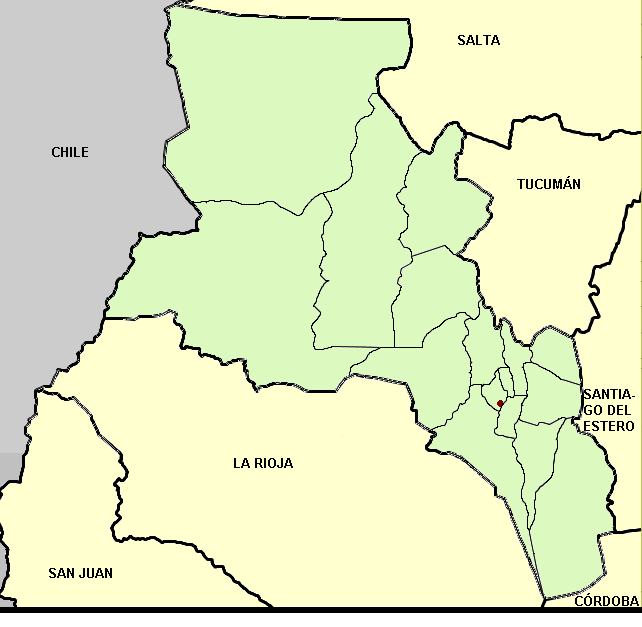
Provinz Catamarca – Verwaltungsgliederung

Die Provinz Catamarca ist in 16 Departamentos unterteilt, denen 36 Gemeinden (Municipios) zugeordnet sind. Als Municipio anerkannt werden Orte mit mehr als 500 Einwohnern. Die Gemeinden umfassen das gesamte Territorium der Provinz, da sie unmittelbar aneinander angrenzen.
Die Provinzverfassung erkennt die Selbstverwaltung der Gemeinden an. Berechtigt zur Selbstverwaltung durch eine eigene Gemeindeverfassung (Carta orgánica) sind alle Gemeinden mit mehr als 10.000 Einwohnern. Bis November 2006 haben sich folgende Gemeinden Catamarcas eine eigene Gemeindeverfassung gegeben: San Fernando del Valle de Catamarca, Valle Viejo, Santa María del Yokavil, Recreo, Tinogasta, Belén, Andalgalá und Fray Mamerto Esquiú.
Nachfolgend die Liste der Departamentos mit ihren jeweiligen Hauptstädten:
| Departamento             | Hauptstadt                          | Fläche in km² | Einwohner (2022) |
| ------------------------ | ----------------------------------- | ------------- | ---------------- |
| Ambato                   | La Puerta                           | 01.797        | 005.129          |
| Ancasti                  | Ancasti                             | 02.412        | 003.302          |
| Andalgalá                | Andalgalá                           | 04.497        | 019.678          |
| Antofagasta de la Sierra | Antofagasta de la Sierra            | 28.097        | 002.022          |
| Belén                    | Belén                               | 12.945        | 030.569          |
| Capayán                  | Huillapima                          | 04.284        | 019.885          |
| Capital                  | San Fernando del Valle de Catamarca | 00.684        | 186.947          |
| El Alto                  | El Alto                             | 02.327        | 004.375          |
| Fray Mamerto Esquiú      | San José                            | 00.280        | 014.625          |
| La Paz                   | Recreo                              | 08.149        | 026.370          |
| Paclín                   | La Merced                           | 00.985        | 004.725          |
| Pomán                    | Saujil                              | 04.859        | 012.260          |
| Santa María              | Santa María del Yokavil             | 05.740        | 026.929          |
| Santa Rosa               | Bañado de Ovanta                    | 01.424        | 013.322          |
| Tinogasta                | Tinogasta                           | 23.582        | 025.395          |
| Valle Viejo              | San Isidro                          | 00.540        | 034.029          |

## Wirtschaft
Im Norden der Provinz Catamarca befindet sich das bedeutendste Bergwerk Argentiniens, Bajo de la Alumbrera, in dem Kupfer und Gold extrahiert werden. Das Bergwerk ist wegen diverser Umweltverschmutzungsvorwürfe jedoch in der argentinischen Öffentlichkeit äußerst umstritten.
In den Tälern spielt auch die Landwirtschaft eine Rolle, Industrie gibt es fast nur im Ballungsraum Catamarca. Der Tourismus ist wenig bedeutend und konzentriert sich weitgehend auf den Ort El Rodeo, der etwa 30 km von der Landeshauptstadt entfernt liegt, sowie auf die im Valle Calchaquí liegende Stadt Santa María del Yocavil.